# Cena Josefa Škvoreckého
Cena Josefa Škvoreckého je české literární ocenění.
Cena je udílena autorovi za původní českou prózu. Cena Josefa Škvoreckého byla vyhlášena Literární akademií poprvé v roce 2007, nominovány byly knihy vydané od září 2006 do května 2007. Cenu uděluje Společnost Josefa Škvoreckého. Součástí soutěže je studentská část (kategorie poezie, próza).
Předseda poroty a zároveň rektor Literární akademie, Prof. PhDr. Petr Čornej, DrSc., při prvním ročníku vyjádřil smysl Ceny Josefa Škvoreckého následovně: „Je velice důležité povzbudit české spisovatele a zároveň pomoci literatuře jako takové.“
Součástí ocenění je finanční odměna ve výši 250 tisíc korun.

## Laureáti a nominovaní
- 2007 – Jan Balabán – Jsme tady (Host, listopad 2006), Tereza Brdečková – Slepé mapy (Odeon, listopad 2006), Jan Křesadlo – Rusticalia (Tartaros, listopad 2006), Lubomír Martínek – Olej do ohně (Paseka, 2007), Petr Nikl – Lingvistické pohádky (Meander, říjen 2006), Věra Nosková –  Obsazeno (Abonent ND, 2007), Jan Novák – Děda (Bookman, 2007), Jaroslav Rudiš – Grandhotel (Labyrint, září 2006), Miloš Urban – Mrtvý holky (Argo, 2007), Michal Viewegh – Andělé všedního dne (Druhé město, 2007)
  - studentská část: poezie – Magdaléna Rysová, próza – Andrea Jarošová
- 2008 – Petra Hůlová – Stanice Tajga, Jiří Dědeček – Snídaně se psem, Ota Filip – Osmý čili nedokončený životopis, Emil Hakl – Let čarodějnice, Tomáš Halík – Vzdáleným nablízku, Markéta Pilátová – Žluté oči vedou domů, Iva Procházková – Otcové a bastardi, Jaroslav Rudiš – Potichu, Petra Soukupová – K moři, Petr Stančík – Pérák
  - studentská část: poezie – Jolana Ševčíková, próza – Jan Železný
- 2009 – Radka Denemarková – Smrt, nebudeš se báti aneb Příběh Petra Lébla (Host), Martin Ryšavý – Cesty na Sibiř (Revolver Revue), Tomáš Zmeškal – Milostný dopis klínovým písmem (Torst), Petra Soukupová – Zmizet (Host), Jáchym Topol – Chladná zem (Torst)
  - studentská část: poezie – Alžběta Michalová, próza – Petr Novák
- 2010 – Ivan Klíma – Moje šílené století II 1967 – 1989 (Academia, 2010), Martin Reiner – Lucka, Maceška a já (Druhé město, 2009), Antonín Bajaja – Na krásné modré Dřevnici (Host, 2009), Emil Hakl – Pravidla směšného chování (Argo, 2010), Ivan Matoušek – Oslava (Revolver, 2009), Marka Míková – JO537 (Baobab, 2009), Markéta Pilátová – Má nejmilejší kniha (Torst, 2009), Milena Slavická – Povídky jamrtálské (Torst, 2010), Jiří Šimáček – Snaživky (Větrné mlýny, 2009), Kateřina Tučková – Vyhnání Gerty Schnirch (Host, 2009), Tomáš Zmeškal – Životopis černobílého jehněte (Torst, 2009), Petra Hůlová – Strážci občanského dobra (Torst, 2010)
- 2011 – Hana Androniková – Nebe nemá dno (Odeon, 2010), Jan Balabán – Zeptej se táty (Host, 2010), Markéta Baňková – Straka v říši entropie (Nakladatelství Petr Prchal, 2010), Radka Denemarková – Kobold (Host, 2011), Pavel Göbl – Penis pravdy 2012 (Dauphin, 2010), Jaroslav Kovanda – Gumový betlém (Torst, 2010), Zdeněk Mahler  Muž, který přežil Lidice (Jota, 2011), Stanislav Moc – Schůzky s ďáblem (Šulc – Švarc, 2010), Petr Pazdera Payne – Pouti a pouta (Theo, 2011), Jaroslav Rudiš – Konec punku v Helsinkách (Labyrint, 2010), Martin Ryšavý – Vrač (Revolver Revue, 2010), Petr Šabach – S jedním uchem naveselo (Listen, 2011)
- 2012 – Michal Ajvaz – Lucemburská zahrada (Druhé město, 2011), René Benda – Moje studená válka (Kvarta, 2012), Petr Čichoň – Slezský román (Host, 2011), Jiří Gruša – Život v pravdě aneb Lhaní z lásky (Barrister a Principal, 2011), Vladimír Mikeš – Škodlivý prostor (Albatros Plus, 2012), Petr Šabach – Máslem dolů (Paseka, 2012), Marek Šindelka – Zůstaňte s námi (Odeon, 2011), Jakub Šofar – Zradidla čili Lapy (Dybbuk, 2012), Jan Štolba – Lomcování slovy (CHERM, 2011), Kateřina Tučková – Žítkovské bohyně (Host, 2012), Petr Vacek – Kubincé Manci (Druhé město, 2012), René Vaněk – Soma secundarium (Mezera, 2011), Vlastimil Vondruška – Přemyslovská epopej I – Velký král Přemysl I. Otakar (MOBA, 2011), David Zábranský – Edita Farkaš (JT´s, 2011)
- 2013 – Ivan Binar – Jen šmouha po nebi (Torst, 2013), Petra Hůlová – Čechy, země zaslíbená (Torst, 2012), Jakuba Katalpa – Němci (Host, 2012), Jiří Kratochvil – Dobrou noc, sladké sny (Druhé město, 2012), Ivana Myšková – Nícení (Fra, 2012), Jiří Šimáček – Charakter (Host, 2012)
- 2014 – Evžen Boček: Aristokratka ve varu, Irena Dousková: Medvědí tanec, Emil Hakl: Hovězí kostky, Petra Hůlová: Macocha, Václav Kahuda: Vítr, tma, přítomnost, Jan Němec: Dějiny světla, Markéta Pilátová: Tsunami blues, Roman Ráž: Lázeňské dobrodružství, Martin Reiner: Básník /román o Ivanu Blatném/, Roman Sovák: Sabotáž. Dva příběhy ze spodních pater nebe, Roman Szpuk: Chraplavé chorály, Petr Stančík: Mlýn na mumie, Lucie Tučková: Suzanne Renaud: Petrkov 13, Vlastimil Vondruška: Král básník Václav II., Anna Zonnová: Lorenz, zrady
- 2015 – Evžen Boček: Aristokratka ve varu, Martin Bořkovec: Vědomost, Pavel Göbl: 4 igelitky, Daniela Hodrová: Točité věty, Alice Horáčková: Vladimíra Čerepková, Beatnická femme fatale, Matěj Hořava: Pálenka, Prózy z Banátu, Hana Lundiaková: IMAGO Ty trubko!, Igor Malijevský: Měsíc nad řekou Tejo, Ludvík Němec: Odpustky pro příští noc, Vladimír Poštulka: Hřbitovní kvítí na smetaně, Andrea Sedláčková: Moje pařížská revoluce, Milena Slavická: Hagibor, Petr Šabach: Rothschildova flaška, Jiří Šimáček: Malá noční žranice, Marek Šindelka: Mapa Anny, Milan Urza: Jeremiášův vztek, Ludmila Vachková: Ego Kuchařská kniha, Michal Viewegh: Zpátky ve hře, Vlastimil Vondruška: Husitská epopej II – Za časů hejtmana Jana Žižky
- 2016 – Anna Bolavá: Do tmy, Zuzana Brabcová: Voliéry[2], Daniel Petr: Straka na šibenici, Sylva Fischerová: Bizom aneb Služba a mise, Markéta Pilátová:  Hrdina od Madridu